# Claude-Philibert Lombard
Pour les articles homonymes, voir Lombard.
Claude Philibert -alias Charles-Pierre- Lombard est un apiculteur français, né en 1743, mort en 1824. 
Procureur au parlement de Paris avant la Révolution, il collabora, de 1790 à 1792, aux Actes des apôtres et à divers journaux royalistes, fut emprisonné pendant la Terreur, puis se retira à la campagne et s’occupa à peu près exclusivement depuis lors de l’éducation des abeilles. De 1818 à 1823, il fit sur ce sujet des cours publics et gratuits.

## Œuvres
- Manuel des propriétaires d’abeilles (Paris, 1802), souvent réédité ;
- État de nos connaissances sur les abeilles au commencement du XIXe siècle (Paris, 1805);
- Mémoire sur la difficulté de blanchir les cires en France (Paris, 1808).

## Source
« Claude-Philibert Lombard », dans Pierre Larousse, Grand dictionnaire universel du XIXe siècle, Paris, Administration du grand dictionnaire universel, 15 vol., 1863-1890 [détail des éditions].